# Montañas Cindrel

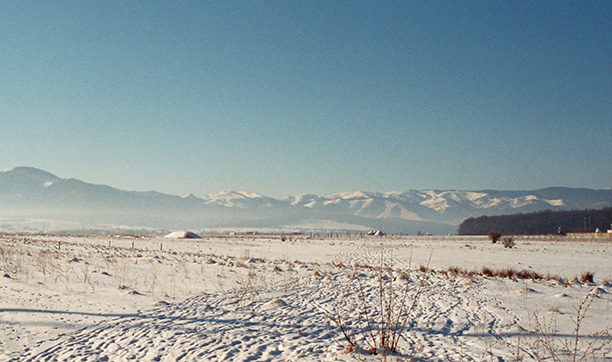
Los picos nevados de las montañas Cindrel vistos desde Sibiu

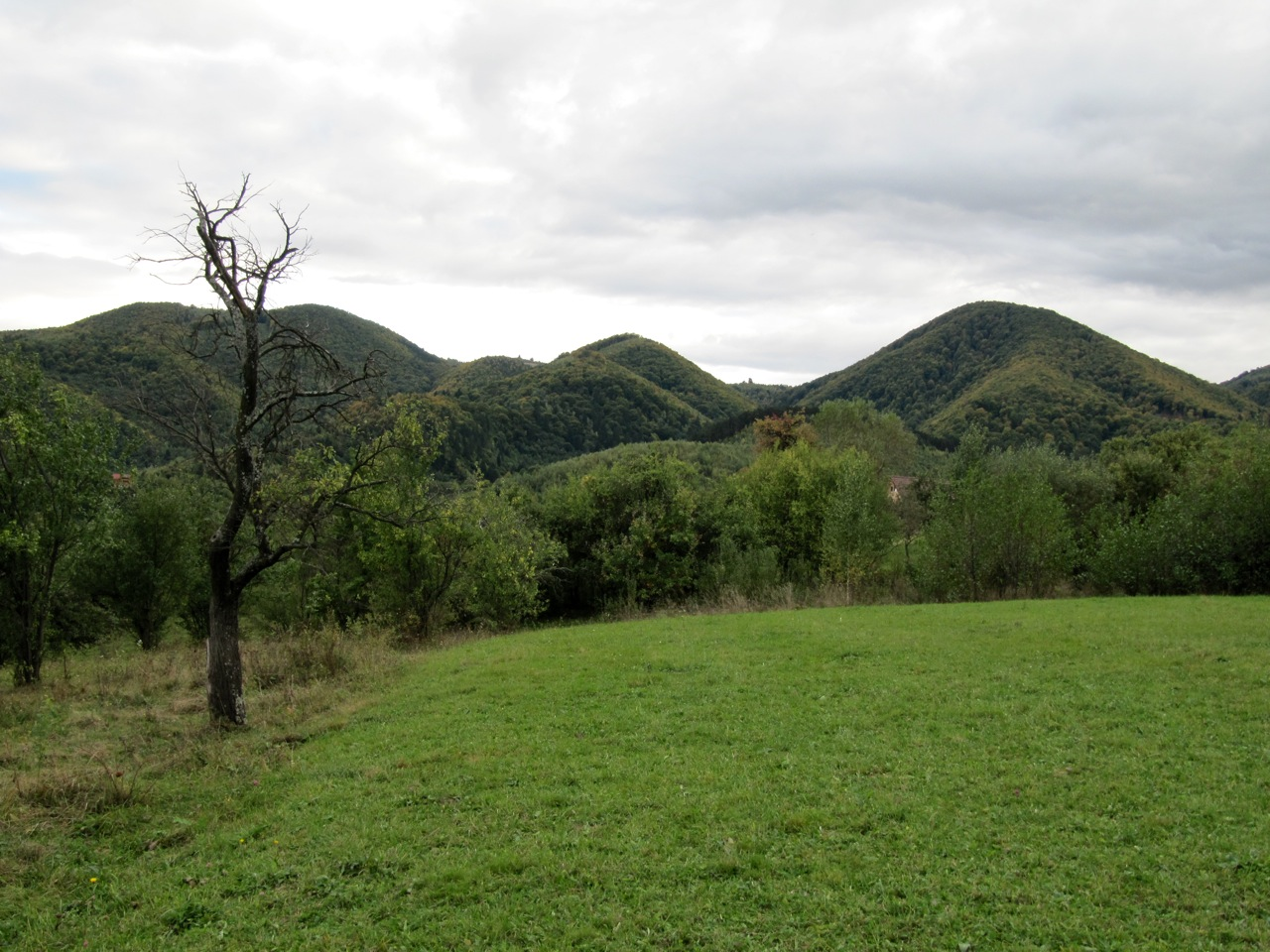
Vista de las montañas Cindrel

Las montañas Cindrel (también conocidas como montañas Cândrel, montañas Cibin o Alpes de Szeben) son un grupo de montañas en el centro de Rumanía, en el centro de los Cárpatos Meridionales, en el noreste del grupo de las montañas Parâng.
Desde la meseta de Transilvania, con alturas entre 200 y 400 metros, en el norte y el este, las alturas crecen abruptamente a través de una zona de valles profundos a unos 900 m en el borde del macizo, donde se encuentran algunos pueblos. Las alturas continúan creciendo lentamente hacia el pico más alto, el pico Cindrel, a 2.244 m. Sólo otros dos picos de la cordillera se elevan por encima de los 2.000 metros: Balandrul Mare (2.210 m) y Starpului (2.146 m).
El monte Cindrel fue el lugar de la batalla del Monte Csindrel de la Primera Guerra Mundial, parte de la Batalla de Transilvania de 1916
Como el macizo es fácilmente accesible, alrededor de la montaña se ha formado la zona etnográfica Mărginimea Sibiului, cuyas principales ocupaciones son el pastoreo de ovejas y la industria maderera. En los ríos Cibin y Sadu se construyeron presas y centrales hidroeléctricas, siendo la más antigua la de Sadu en 1896. La estación de Păltiniș está situada a medio camino entre el pueblo de Rășinari y el Pico Cindrel, con hoteles, chalets y una pista de esquí. El complejo se ha desarrollado en torno a un pequeño monasterio en el que el filósofo rumano Constantin Noica pasó la última parte de su vida.
El río principal que fluye desde la montaña es el río Cibin, que recoge la mayoría de los otros ríos más pequeños. Entre las montañas Cindrel y la meseta de Transilvania, el río forma una amplia depresión: la depresión de Sibiu - en la que se encuentra la principal ciudad de la zona, Sibiu. Allí se encuentra la región etnográfica conocida como Mărginimea Sibiului.